# 세토촌 (히로시마현)
세토촌(瀬戸村)은 히로시마현 누마쿠마군에 있던 촌이다. 현재의 후쿠야마시 세토정에 해당한다.